# Pope Seniloli
Ratu Pope Epeli Seniloli, dont le premier prénom est également orthographié Popi, est un chef autochtone fidjien.

## Biographie
Petit-fils de Ratu Seru Cakobau, le roi des Fidji de 1871 à 1874, il est un temps membre du Conseil législatif des Fidji, nommé à cette fonction par le gouverneur colonial sur recommandation du Grand Conseil des chefs. Il est également Roko Tui de la province de Tailevu, c'est-à-dire chef de l'exécutif de l'administration autochtone de cette province.
En 1934 il change légalement son nom et devient Ratu Pope Epeli Cakobau. Il meurt le 11 octobre 1936.